# マクラッケン郡 (ケンタッキー州)
マクラッケン郡（英: McCracken County）は、アメリカ合衆国ケンタッキー州の西部、ジャクソン買収地に位置する郡である。2010年国勢調査での人口は65,565人であり、2000年の65,514人から0.1％増加した。郡庁所在地は唯一の法人化都市であるパデューカ市（人口25,024人）である。
マクラッケン郡はイリノイ州にも跨るパデューカ小都市圏に属している。

## 歴史
マクラッケン郡は1825年にヒックマン郡から分離して設立された。郡名はウッドフォード郡の出身であり、米英戦争中にミシガン州（当時はミシガン準州）で起きたフレンチタウンの戦いで戦死した民兵大尉バージル・マクラッケンに因んで名付けられた。
南北戦争中の1864年3月25日、郡内でパデューカの戦いが起こった。この北軍と南軍の間の小戦闘は南軍の勝利で終わった。両軍合わせて140人が犠牲になった。

## 国政への代表状況
マクラッケン郡は、アメリカ合衆国下院議員のケンタッキー州第1選挙区に属している。

## 地理
アメリカ合衆国国勢調査局に拠れば、郡域全面積は268.08平方マイル (694.3 km2)であり、このうち陸地251.02平方マイル (650.1 km2)、水域は17.05平方マイル (44.2 km2)で水域率は6.36％である。

### 隣接する郡
- マサック郡 (イリノイ州) - 北、オハイオ川の対岸
- リビングストン郡 - 北東、テネシー川の対岸
- マーシャル郡 - 東
- グレイブス郡 - 南
- カーライル郡 - 南西
- バラード郡 - 西

### 国立保護地域
- クラークス川国立野生生物保護区（部分）

## 人口動態
以下は2000年国勢調査による人口統計データである。
| 基礎データ - 人口: 65,514人 - 世帯数: 27,736 世帯 - 家族数: 18,444 家族 - 人口密度: 101人/km2（261人/mi2） - 住居数: 30,361軒 - 住居密度: 48軒/km2（121軒/mi2） 人種別人口構成 - 白人: 86.76% - アフリカン・アメリカン: 10.88% - ネイティブ・アメリカン: 0.22% - アジア人: 0.51% - 太平洋諸島系: 0.05% - その他の人種: 0.40% - 混血: 1.18% - ヒスパニック・ラテン系: 1.06% 年齢別人口構成 - 18歳未満: 23.4% - 18-24歳: 7.9% - 25-44歳: 28.1% - 45-64歳: 24.7% - 65歳以上: 15.9% - 年齢の中央値: 39歳 - 性比（女性100人あたり男性の人口） - 総人口: 90.5 - 18歳以上: 86.3 | 世帯と家族（対世帯数） - 18歳未満の子供がいる: 29.6% - 結婚・同居している夫婦: 51.1% - 未婚・離婚・死別女性が世帯主: 12.2% - 非家族世帯: 33.5% - 単身世帯: 29.7% - 65歳以上の老人1人暮らし: 12.3% - 平均構成人数 - 世帯: 2.31人 - 家族: 2.86人 収入と家計 - 収入の中央値 - 世帯: 33,865米ドル - 家族: 42,513米ドル - 性別 - 男性: 36,417米ドル - 女性: 22,704米ドル - 人口1人あたり収入: 19,533米ドル - 貧困線以下 - 対人口: 15.1% - 対家族数: 11.4% - 18歳未満: 21.9% - 65歳以上: 12.3% |

## 都市と町

### 都市
- パデューカ - 郡庁所在地

### 国勢調査指定地域
- ヘンドロン
- マサック
- リードランド
- ウッドローン・オークデール

### 未編入の町
- ローンオーク
- ウェストパデューカ

## 教育
郡内の公共教育は下記2つの教育学区が管轄している。
- マクラッケン郡公共教育学区、パデューカ市の大半を除く郡全体を管轄している
- パデューカ公共教育学区

私立学校も幾つか幼稚園生から12年生までの教育を行っている。

### 高等教育機関
高等教育はケンタッキー州コミュニティ工科カレッジシステムに属する西ケンタッキー・ミュニティ工科カレッジが担当している。このシステムに入っている他のカレッジと同様、准学士の学位を出している。州内最大の公立大学であるケンタッキー大学が、その工業カレッジの支部キャンパスを西ケンタッキー・ミュニティ工科カレッジと同じ所で運営している。
マレー州立大学のパデューカ地域キャンパスはパデューカ市の南側にあり、学士号と修士号を出している。2008年9月12日、マレー州立大学の理事会が新しいパデューカキャンパスを建設するために、西ケンタッキー・ミュニティ工科カレッジに近い23エーカー (92,000 m2) の土地を購入する案の実行を承認した。マレー州立大学は2009年4月6日に土地の所有権を得た。2011年5月、マレー州立大学、パデューカ市、マクラッケン郡郡政委員会、パデューカ圏経済開発委員会の間に、新しい施設建設資金に関する合意が成立した。床面積40,000平方フィート (3,700 m2) の建物の起工式は2012年5月31二に行われ、2013年12月の完工を予定している。マレー州立大学はこの新施設が完成すれば、学部と大学院の課程を拡張する考えである。
ミッド・コンティネント大学はパデューカ市で学士課程の教育を行っており、また修士号も出している。パデューカ市の西ケンタッキー・ミュニティ工科カレッジと新しいマレー州立大学キャンパス近くに広さ19エーカー (76,000 m2) のキャンパスを建設する計画を策定中である。私立のデイマー・カレッジ/パデューカ工科カレッジは幾つかの教育課程を教えている。さらにリンゼー・ウィルソン・カレッジが西ケンタッキー・ミュニティ工科カレッジで人間科学課程を開講しており、マッケンドリー大学は看護学学士課程を開講している。西ケンタッキー大学はパデューカ市で社会福祉修士課程を開いている。